# ルシヨン

ルシヨンの旗

ピレネー＝オリアンタル県の地図。黄緑色部分がルシヨン

ルシヨン（仏：Roussillon）またはルサリョー（加：Rosselló,[rusəˈʎo]、西：Rosellón, [roseˈʎon]）は、フランスの歴史的地域。フランス革命前の州。古くはカタルーニャ君主国に属し、現在は南フランスのピレネー＝オリアンタル県に含まれている。カタルーニャ語コミュニティーからは北カタルーニャ（Catalunya del Nord）と呼ばれている。

## 歴史

### 成り立ち
ルシヨンの名は、現在のペルピニャン近郊にある小さな軍事要塞ルシノ（Ruscino, Rosceliona）にちなんで名付けられた。この場所は、ガリア人族長が協議のためハンニバルの要請をうけあった所であった。紀元前121年から紀元462年まで、この地方はローマ属州ガリア・ナルボネンシスの一部となった。462年、西ゴート王テオドリック2世へセプティマニア（ガリア・ナルボネンシスの西部）の残りを割譲した。彼の後を継いだアマラリックは531年にクローヴィスに敗退してセプティマニア総督職を降り、ヒスパニアへ退いた。
719年、イスラーム軍がピレネー山脈を越え、セプティマニアの政治的支配権を奪った。彼らは756年にピピン3世（小ピピン）に敗れるまでこの地方を支配した。778年にカール大帝がヒスパニアへ侵攻すると、彼はマルカ・ヒスパニア（現在のルシヨン地域につくったイスラームとの緩衝地帯）をつくった。この地域は度重なるキリスト教国＝イスラーム軍の衝突で疲弊し、住民は山地へ定住していた。彼はアル＝アンダルスから逃れてきた西ゴート族の平原にいくつかの土地を下付し、修道院を建てた。792年、イスラーム軍が再度フランスへ侵入したが、アキテーヌ王ルイによって撃退された。彼はバルセロナほど遠くないカタルーニャへ政治的支配を伸ばした。

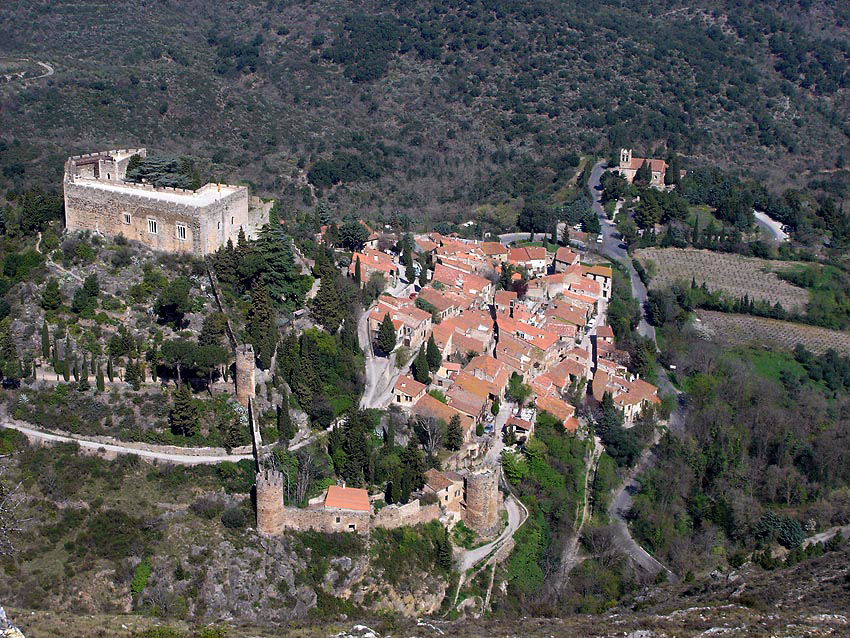
カステルヌー

アキテーヌ王ルイの王国の別の部分は当時、完全私有の封土に成長した。893年、スニェー2世（en:Sunyer II）が初のルシヨン伯となった。しかし、彼の支配は後に県となった東部にしか及ばなかった。西部のサルダーニャ（Cerdanya、フランス語ではセルダーニュ）は900年にサルダーニャ伯ミロンが支配した。彼は、バザルー領主ベルナトの孫の一人だった。代々のルシヨン伯は、数世紀に渡って周辺の大貴族と対立し、アンプリアス（アルト・アンプルダーにかつてあった町）の伯爵であるいとこらと同盟した。ルシヨン伯ジラルド1世はトゥールーズ伯レーモン4世に連れられて第一次十字軍に参加した。12世紀初頭、バルセロナ伯の威信が高まり始め、ルシヨン伯は選択の余地がなかったがバルセロナ伯に忠誠を誓った。

### バルセロナ伯領
1111年、バルセロナ伯ラモン・バランゲー3世はバザルーの封土を継承し、1117年にサルダーニャを併合した。最後のルシヨン伯ジラルド2世は嫡子がなく、異母弟に地位を脅かされるほど伯領は弱体化していた。アラゴン王国とバルセロナ伯に臣従の誓いをたてて存続したルシヨン伯領は、ジラルド2世の死とともにアラゴン王アルフォンソ2世へ継承され、アルフォンソは1172年にルシヨンを併合した。アラゴン王国支配のもとで経済と人口は成長を続け、ペルピニャンの港湾であるクリウラ（フランス語名コリウール）が地中海貿易の重要な場所となった。

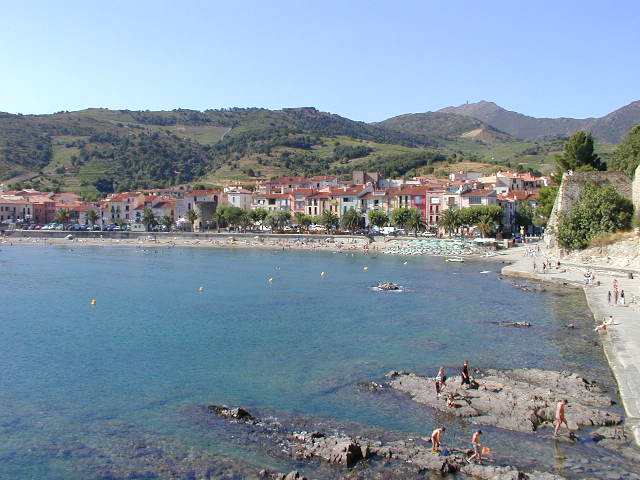
コリウール

フランス王国とアラゴン王国が強力になるにつれ、ルシヨン地方はこの2カ国の国境となり、軍事衝突が頻発した。1258年のコルベイユ条約により、ルイ9世は公式にルシヨンの宗主権を放棄し、数世紀に渡り自称してきたアラゴン王国の称号バルセロナ伯の請求を取りやめた。これは、カタルーニャがフランスの宗主権から公式に脱したことを意味した。

### アラゴン王国
アラゴン王ハイメ1世 (アラゴン王)はイスラーム教徒からバレアレス諸島を奪還し、この島々をルシヨンに加えて、新たに建国したマヨルカ王国の一部とした（首都はペルピニャン）。1276年、ハイメ1世はマヨルカを次男ハイメ（マヨルカ王ジャウメ2世）へ授けた。アラゴン王位についた長男ペドロ3世は分割されたマヨルカ王国の権利をしばしば弟と争い、またシチリア王国を巡り争っていたフランス王フィリップ3世によって、この内輪もめを利用された。

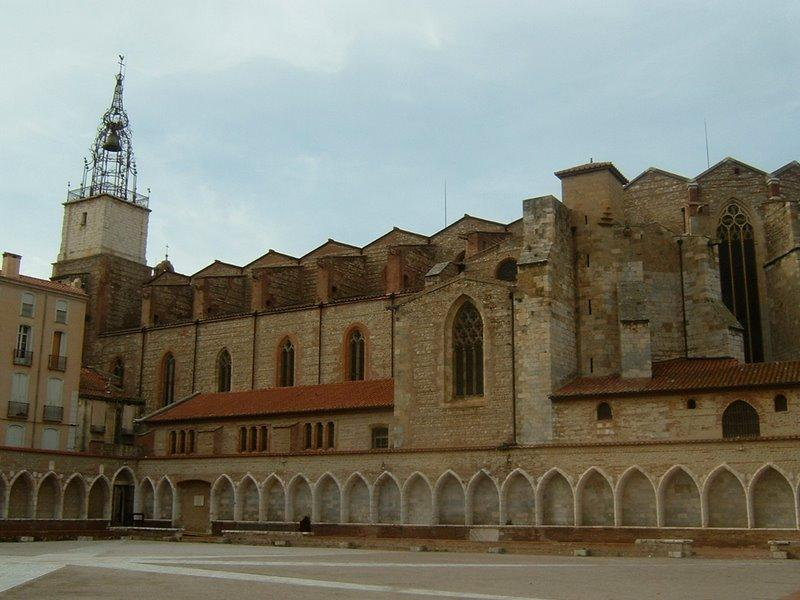
ペルピニャン大聖堂

フィリップ3世は兄を裏切ったジャウメ2世を受け入れ、大軍をアラゴンへ差し向けた。しかし、疫病が流行るなどしてフランス軍は退却を余儀なくされ、フィリップ3世は1285年にペルピニャンで急逝した。争いを続ける資金に事欠き、ジャウメはすぐ兄ペドロと和解し、1311年には自身の子サンシ1世にマヨルカ王国を継がせた。サンシは亡くなる少し前、ペルピニャン大聖堂を建設している。1324年にサンシ1世の子ジャウメ3世が即位した。彼はモンペリエ領主でもあるためフィリップ6世への臣従の誓いをしたが拒絶され、支援を受けるためアラゴン王ペドロ4世へ忠誠を表そうとした。ペドロ4世はこれを拒んだばかりか、1344年にマヨルカとルシヨンを奪った。
ルシヨンは再びアラゴン王国へ統合され、1462年まで平和が続いた。1462年、アラゴン王フアン2世と、最初の妃であるナバラ女王ブランカ1世との間の王子カルラスが、ナバラ王位を巡って争うことになった。ブランカの死後、王位を継承すべきはカルラス王子であるところ、ブランカの共同統治王であったフアン2世が王位に居座ったのである（ナバーラ内戦）。この争いにつけこんだフランス王ルイ11世は大急ぎでフアン2世支援のため駆けつけ、フアンは300,000クラウンの資金の担保としてルシヨンをフランスへ渡した。フランス軍はルシヨンを1493年まで占領した。この年、シャルル8世はカトリック両王の領土から撤退したのである。

### スペインとフランスの対立
1496年から1498年まで続いたスペイン＝フランス戦争の間、人々は等しくスペインの駐留軍とフランスの侵入者から被害を受けた。しかしカスティーリャ人がすぐに神聖ローマ皇帝カール5世の栄光を分かつ誇りをぬぐい去ったのを、カタルーニャは嫌った。1542年、ペルピニャンはフランスのドーファン、アンリ（のちのアンリ2世）によって包囲された。この時防衛軍を指揮したのはアルバ公フェルナンド・アルバレス・デ・トレドである。住民らはスペイン王を支持し、『最も忠義を持つ都市』の異名を持つに至った。 
1641年、カタルーニャ人らがスペイン王国に対し反乱を起こした（収穫人戦争）。ルイ13世は反乱派について対立に介入した。長引いた戦争の後、ピレネー条約が1659年に結ばれ、ルシヨンとサルダーニャの一部がフランス王国へ帰することになった。これがフランスの州、ルシヨンである。次の50年間、ルイ14世による、政治への専念を守るのと、カタルーニャ人の文化的アイデンティティーを改めることに対する努力が費やされた。彼は前者については達成したが、後者には失敗した。州都ペルピニャンの外では、ルシヨンは外観においても文化においても疑いなくカタルーニャのままであった。しかし19世紀終わりに工業化が始まると、カタルーニャのアイデンティティーはフランス人のそれに取って代わり始めた。
フランス革命の際、アンシャン・レジーム時代の名残であるルシヨン州は廃止され、新たにピレネー＝オリアンタル県が設置された。この県はフェノルダ（フランス語でフェヌイレード、オック語地域）を加えたもので、大まかに旧ルシヨン州と符合するものだった。旧名ルシヨンは、ラングドック＝ルシヨン地域圏として21世紀まで残っていた。